# Every Little Thing 20th Anniversary LIVE “THE PREMIUM NIGHT” ARIGATŌ
『Every Little Thing 20th Anniversary LIVE “THE PREMIUM NIGHT” ARIGATŌ』（エブリーリトルシング・コンサート・ツアー・トゥエンティース・アニバーサリー・ライヴ・ザ・プレミアム・ナイト・アリガトウ）は、日本の音楽ユニットEvery Little Thingが開催したコンサートツアー、および2017年2月22日にリリースしたDVD作品。
なお、本作で披露された楽曲を収録した配信限定アルバム『Every Little Thing 20th Anniversary LIVE "THE PREMIUM NIGHT" ARIGATO SET LIST Day1 [0805]』と『Every Little Thing 20th Anniversary LIVE "THE PREMIUM NIGHT" ARIGATO SET LIST Day2 [0807]』についてもこちらに記述する。

## 解説
映像作品としては前作『Every Little Thing 20th Anniversary Best Hit Tour 2015-2016 〜Tabitabi〜』より約2年振りとなる。
2016年8月にデビュー満20年を迎えることを記念してのプレミアムライブ。会場は10周年記念ライブを行った日本武道館ではなく、国立代々木競技場第二体育館で開催された。
代々木会場でのライブは2000年に開催された『Every Little Thing Concert Tour Spirit 2000』以来、約16年ぶりとなるが、「第二体育館」での開催は初となる（2000年のツアーでは「第一体育館」で開催）。
持田香織は本ライブについて「「長きに渡って続けてこられた」その事事態がまさに奇跡と言えるような、淡々と過ぎていった1日1日、苦しい思いや辛い事の1つ1つ、その全てがかけがえのない宝物だと言いたくなるような20年間となりました。私達がEvery Little Thingとして立ち続けられる場所を作り守ってきて下さり、時には温かく、時には厳しくしてくださったファンの皆さんには感謝の一言しか有りません。そして同じ想いを抱きながら先を見据え、共に作品を作り上げてきてくれたメンバー、スタッフの皆さんにも心からの感謝を申し上げます。今日この日を迎えて、皆さんと共に過ごせるこの時間をとても嬉しく誇りに思います。ありがとうございました。」とコメントを寄せている。
伊藤一朗は今回のライブに関して「会場の客席を見渡すと実に様々な方がいらしています。ずっと応援して何度も足を運んで来てくれている方だったり、初めて僕達を見るであろう方だったり、結婚をして夫婦で来てくれたり、子育てが一段落して再び会場に来てくれた方など、実に十人十色だと思います。もちろん、この日に来れなかったと言う方も少なくはなかったでしょう。こうして音楽を通して皆さんと同じ時間を共有し、味わえると言う事はとても素晴らしい事だと感じています。デビュー20年目の節目を迎えましたが、その時間に対して、自分達はまだまだ成長していける余地がある、そう強く思いました。次のステージに向けてこれからも精進していきたいと思っております。」とコメントを寄せている。

## 収録曲
1. 恋文
2. Over and Over
3. まさかのTelepathy
4. キラメキアワー
5. ハリネズミの恋
6. country road
7. 今でも・・・あなたが好きだから
8. キヲク
9. Feel My Heart
10. Dear My Friend
11. Shapes Of Love
12. SWEET EMERGENCY
13. ANATA TO
14. jump
15. ブルースター
16. スイミー
17. Time goes by
-ENCORE-
18. ソラアイ
19. 旅旅
20. 出逢った頃のように
Off-Shot from “THE PREMIUM NIGHT” ARIGATŌ

## Every Little Thing 20th Anniversary LIVE "THE PREMIUM NIGHT" ARIGATO SET LIST Day1 0805
『Every Little Thing 20th Anniversary LIVE "THE PREMIUM NIGHT" ARIGATO SET LIST Day1 [0805]』（エブリー・リトル・シング・20thアニバーサリー・ライブ "ザ・プレミアム・ナイト"
アリガトウ セット・リスト・デイワン [0805]）は、Every Little Thingの配信限定アルバム

### 解説
本作には、上記で行われた2日間のライブのうち、8月5日に行われた公演で披露されたセットリストが収録されているが、ライブ音源ではなく、CD音源のものとなっている。
なお、アンコールとして披露された「ソラアイ」、「旅旅」、「出逢った頃のように」は収録されていない。

#### 収録曲
1. 恋文
作詞：持田香織 / 作曲：HIKARI / 編曲：HIKARI & Every Little Thing
27thシングル
ノーベル製菓「はちみつきんかんのど飴」CMソング
映画『天国からのラブレター』主題歌
2. Over and Over
作詞・作曲・編曲：五十嵐充
11thシングル
読売テレビ・日本テレビ系列月曜10時ドラマ『ボーダー 犯罪心理捜査ファイル』エンディング・テーマ
3. まさかのTelepathy
作詞：持田香織 / 作曲：加藤大祐 / 編曲：中村"Nam-Nam"康就&Every Little Thing
8thアルバム『Door』収録曲
4. キラメキアワー
作詞：持田香織 / 作曲：多胡邦夫 / 編曲：林真史
32ndシングル
5. stray cat
作詞：持田香織 / 作曲：原一博 / 編曲：expo
5thアルバム『Many Pieces』収録曲
6. 鮮やかなもの
作詞：持田香織 / 作曲：多胡邦夫 / 編曲：桑島幻矢、伊藤一朗
4thアルバム『4 FORCE』収録曲
7. 今でも・・・あなたが好きだから
作詞・作曲・編曲：五十嵐充
2ndアルバム『Time to Destination』収録曲
8. キヲク
作詞：持田香織 / 作曲：菊池一仁 / 編曲：村田昭 & Every Little Thing
20thシングル
TBS系 カネボウ木曜劇場『しあわせのシッポ』主題歌
9. Feel My Heart
作詞・作曲・編曲：五十嵐充
1stシングル
「ヴァーナル」CMソング
TBS系『COUNT DOWN TV』1996年8月度エンディングテーマ
10. Dear My Friend
作詞・作曲・編曲：五十嵐充
3rdシングル
「スリムビューティハウス」（飯島直子出演）CMソング
日本メナード化粧品「名古屋ウィメンズマラソン2019」企業CM
11. Shapes Of Love
作詞・作曲・編曲：五十嵐充
6thシングル
テレビ朝日系ドラマ『研修医なな子』主題歌
12. SWEET EMERGENCY
作曲：伊藤一朗 / 編曲：中村康就 & 伊藤一朗
7thアルバム『Crispy Park』収録曲
インスト
13. ANATA TO
作詞・作曲：持田香織, Andy Platts, Jodie May Seymour, 和田昌哉 / 編曲：Andy Platts, Jodie May Seymour, 和田昌哉
46thシングル
メナード化粧品「フェアルーセント」CM曲（2015年）
14. ON AND ON
作詞:持田香織 / 作曲:HIKARI / 編曲:HIKARI/Every Little Thing
44thシングル
ニッセン 春のCMソング
15. ブルースター
作詞：持田香織 / 作曲・編曲：岩崎太整
48thシングル『まいにち。』のカップリング
キットカット ショコラトリー プレミアムシアター タイアップ曲
16. スイミー
作詞：持田香織 / 作曲：早川大地（東京エスムジカ） / 編曲：中村康就 & Every Little Thing
31stシングル
関西テレビ・フジテレビ系火曜22時ドラマ『結婚できない男』主題歌
17. fragile
作詞：持田香織 / 作曲：菊池一仁 / 編曲：伊藤一朗、桑島幻矢、菊池一仁
17thシングル
フジテレビ系列『あいのり』主題歌

## Every Little Thing 20th Anniversary LIVE "THE PREMIUM NIGHT" ARIGATO SET LIST Day2 0807
『Every Little Thing 20th Anniversary LIVE "THE PREMIUM NIGHT" ARIGATO SET LIST Day2 [0807]』（エブリー・リトル・シング・20thアニバーサリー・ライブ "ザ・プレミアム・ナイト"
アリガトウ セット・リスト・デイツー [0807]）は、Every Little Thingの配信限定アルバム

### 解説
本作には、上記で行われた2日間のライブのうち、8月7日に行われた公演で披露されたセットリストが収録されているが、ライブ音源ではなく、CD音源のものとなっている。
なお、アンコールとして披露された「ソラアイ」、「旅旅」、「出逢った頃のように」は収録されていない。

#### 収録曲
1. 恋文
2. Over and Over
3. まさかのTelepathy
4. キラメキアワー
5. ハリネズミの恋
作詞:持田香織 / 作曲:多胡邦夫 / 編曲:Akira Murata, Every Little Thing
45thシングル
メナード化粧品「フェアルーセント」CM曲 (2013年)
6. country road
作詞：持田香織 / 英訳詞：Gary Newby / 作曲：伊藤一朗 / 編曲：村田昭&伊藤一朗
6thアルバム『commonplace』収録曲
7. 今でも・・・あなたが好きだから
8. キヲク
9. Feel My Heart
10. Dear My Friend
11. Shapes Of Love
12. SWEET EMERGENCY
13. ANATA TO
14. jump
作詞・作曲：持田香織 / 編曲：村田昭
19thシングル
カネボウ「プロスタイル」TV-CFイメージソング
15. ブルースター
16. スイミー
17. Time goes by
作詞・作曲・編曲：五十嵐充
8thシングル
フジテレビ系列木曜10時ドラマ『甘い結婚』主題歌
TOYOTA「HILUX SURF SSR-V」CFソング
ソフトバンクモバイルCFソング（2012年）
エヌ・シー・ソフト ハートフルプライス（リネージュII・タワー オブ アイオン）CFソング（2012年）